# The Winstons
The Winstons waren eine US-amerikanische Funk- und Soulband. Ihr Song Color Him Father (1969) erhielt 1970 den Grammy für den besten Rhythm-and-Blues-Song des Jahres.

## Werdegang
Die einzelnen Mitglieder der Gruppe hatten bereits alle musikalische Erfahrungen in Begleitbands für Otis Redding oder Arthur Conley gesammelt, als sie Ende der 60er Jahre für einige Projekte zusammentrafen.
Die neue Formation spielte zunächst bei den Impressions im Vorprogramm, bekam jedoch schnell einen Plattenvertrag. Bereits die erste Single Color Him Father (1969) wurde ein Hit und Millionenseller. Der Song erhielt 1970 den Grammy für den besten Rhythm-and-Blues-Song des Jahres.
Die nächste Single Love Of The Common People erreichte 1969 nur noch Platz 54 der britischen Charts. Der Song wurde jedoch in einer Coverversion von Paul Young 1983 ein Bestseller (UK Platz 2, D Platz 5).
Im Zuge des Erfolges von Color Him Father kam es auch zu Schwierigkeiten in der Band, die schließlich zur Trennung führten. Für die gemischtrassige Band gab es kaum Engagements; zudem kam es innerhalb der Band zu Diskussionen, wer wie viel Anteil an den Kompositionen hatte. Kurz vor dem Start einer Tournee löste die Gruppe sich schließlich auf.
Leadsänger Richard Lewis Spencer kehrte in seine Heimatstadt zurück, arbeitete dort als Busfahrer und studierte nebenbei an der Universität. Nach Angaben von Spencer starb Schlagzeuger Gregory C. Coleman verarmt als Obdachloser.

## Amen Break
Von außergewöhnlicher Bedeutung war das Stück Amen, Brother von der B-Seite der Single Color Him Father. Der Anfang von Gregory C. Colemans Schlagzeugsolo im Mittelteil, der heute als Amen Break bekannt ist, wurde Schätzungen zufolge mehrtausendfach in elektronischen Musikstilen verwendet und zählt damit zu den häufigst genutzten Samples überhaupt.
Der Gruppe war die Verwendung und der Erfolg des Samples nicht bekannt. Sänger Richard Lewis Spencer erfuhr erst Mitte der Neunziger davon, als sich jemand telefonisch um die Rechte an dem Song bemühte.
Durch eine im Februar 2015 gestartete Crowdfunding-Aktion war es im November desselben Jahres möglich, Spencer eine Summe von 24.000 US-Dollar zu überreichen.

## Mitglieder
- Richard Lewis Spencer (Leadgesang, Saxofon)
- Phil Tolotta (Leadgesang, Orgel)
- Quincy Mattison (Leadgesang, Gitarre)
- Ray Maritano (Gesang, Saxofon)
- Sonny Peckrol (Gesang, E-Bass)
- Gregory C. Coleman (Gesang, Schlagzeug)

## Diskografie

### Alben
| Jahr | Titel            | Höchstplatzierung, Gesamtwochen, AuszeichnungChartplatzierungen (Jahr, Titel, Platzierungen, Wochen, Auszeichnungen, Anmerkungen) | Höchstplatzierung, Gesamtwochen, AuszeichnungChartplatzierungen (Jahr, Titel, Platzierungen, Wochen, Auszeichnungen, Anmerkungen) | Anmerkungen |
| Jahr | Titel            | US | R&B | Anmerkungen |
| ---- | ---------------- | --- | --- | ----------- |
| 1969 | Color Him Father | US78 (12 Wo.)US | R&B12 (16 Wo.)R&B |             |

### Singles
| Jahr | Titel Album               | Höchstplatzierung, Gesamtwochen, AuszeichnungChartplatzierungen (Jahr, Titel, Album, Platzierungen, Wochen, Auszeichnungen, Anmerkungen) | Höchstplatzierung, Gesamtwochen, AuszeichnungChartplatzierungen (Jahr, Titel, Album, Platzierungen, Wochen, Auszeichnungen, Anmerkungen) | Anmerkungen |
| Jahr | Titel Album               | US | R&B | Anmerkungen |
| ---- | ------------------------- | --- | --- | ----------- |
| 1969 | Color Him Father          | US7 Gold · (13 Wo.)US | R&B2 (12 Wo.)R&B |             |
| 1969 | Love of The Common People | US54 (6 Wo.)US | — |             |

Weitere Singles
- Amen, Brother (1969)
- Jigga What? (1969)